# 祈德尊新邨
祈德尊新邨（英語：Clague Garden Estate）是位於香港新界荃灣填海工程第一期的第三十五規劃區的一個「住宅發售計劃」及「甲類出租屋邨」的房協綜合屋邨，亦為房協首個「住宅發售計劃」屋苑，於1985年開始興建，於1988年11月落成，由香港房屋協會發展，由巴馬丹拿設計，金門建築承建。屋邨憑其獨特設計而榮獲1991年香港建築師學會優異獎。在1989年4月4日由總督衛奕信爵士及曾任和記黃埔大班的祈德尊爵士的家屬主持開幕典禮。

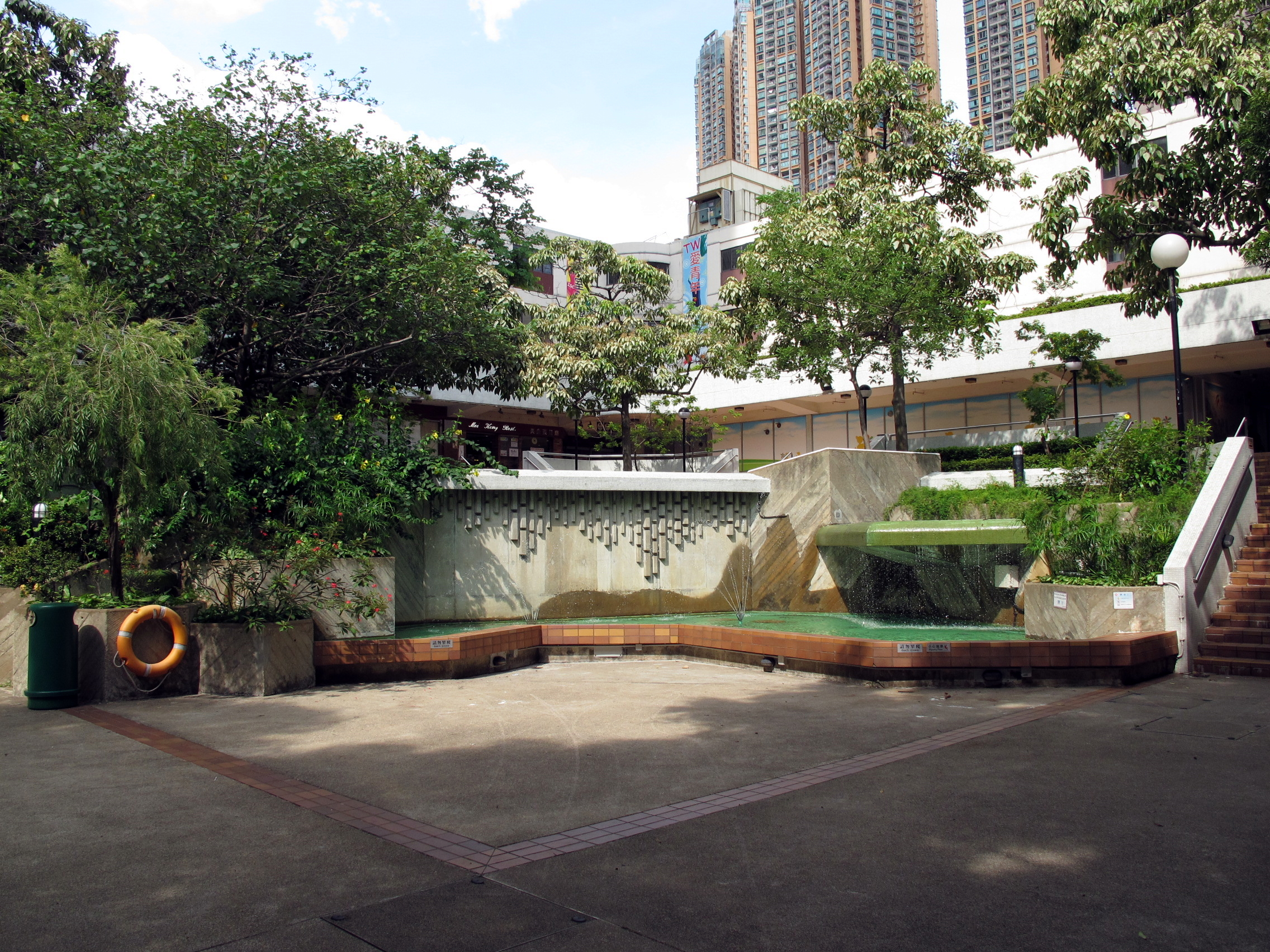
商場下的噴水池

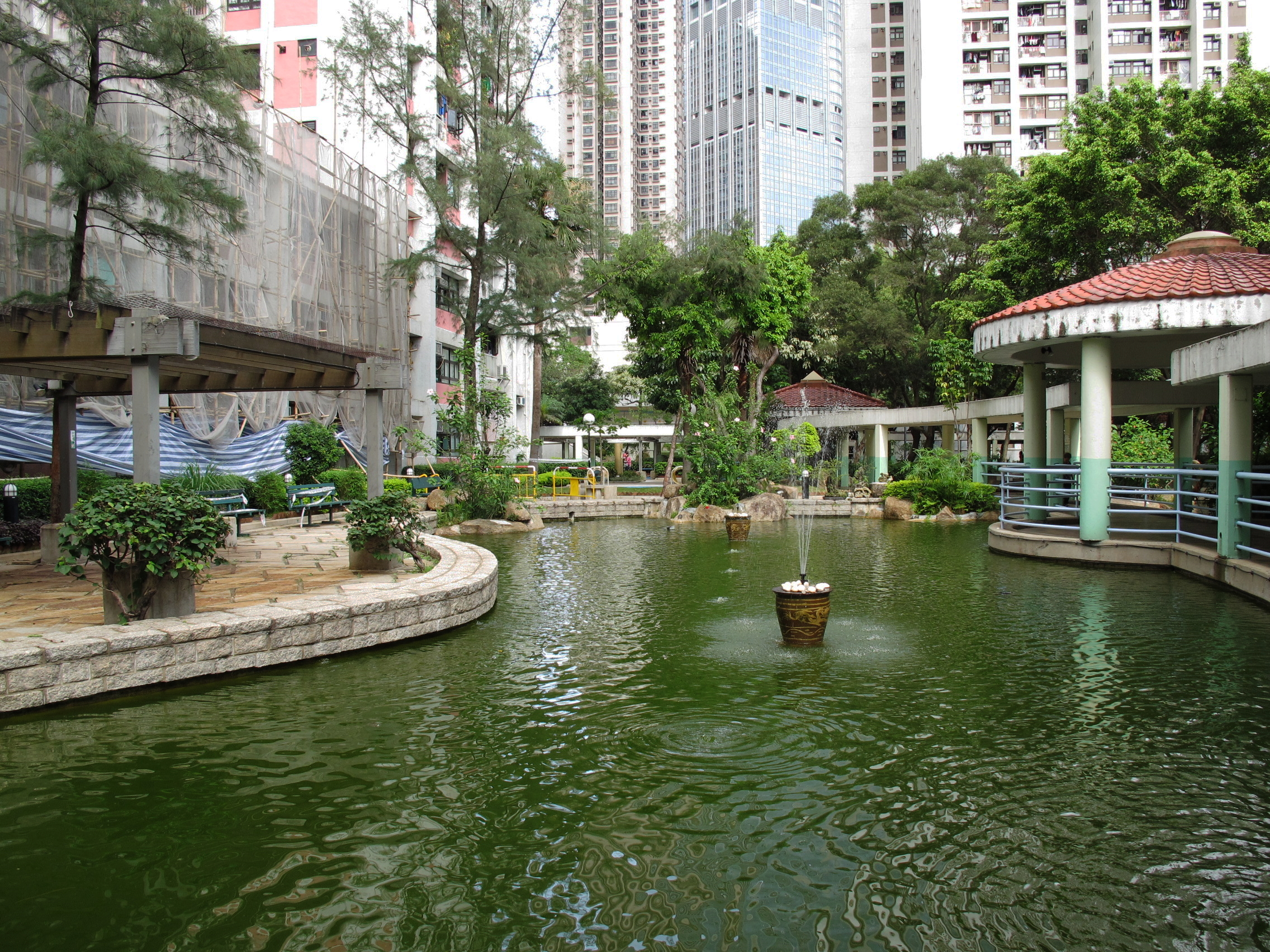
邨內的水池

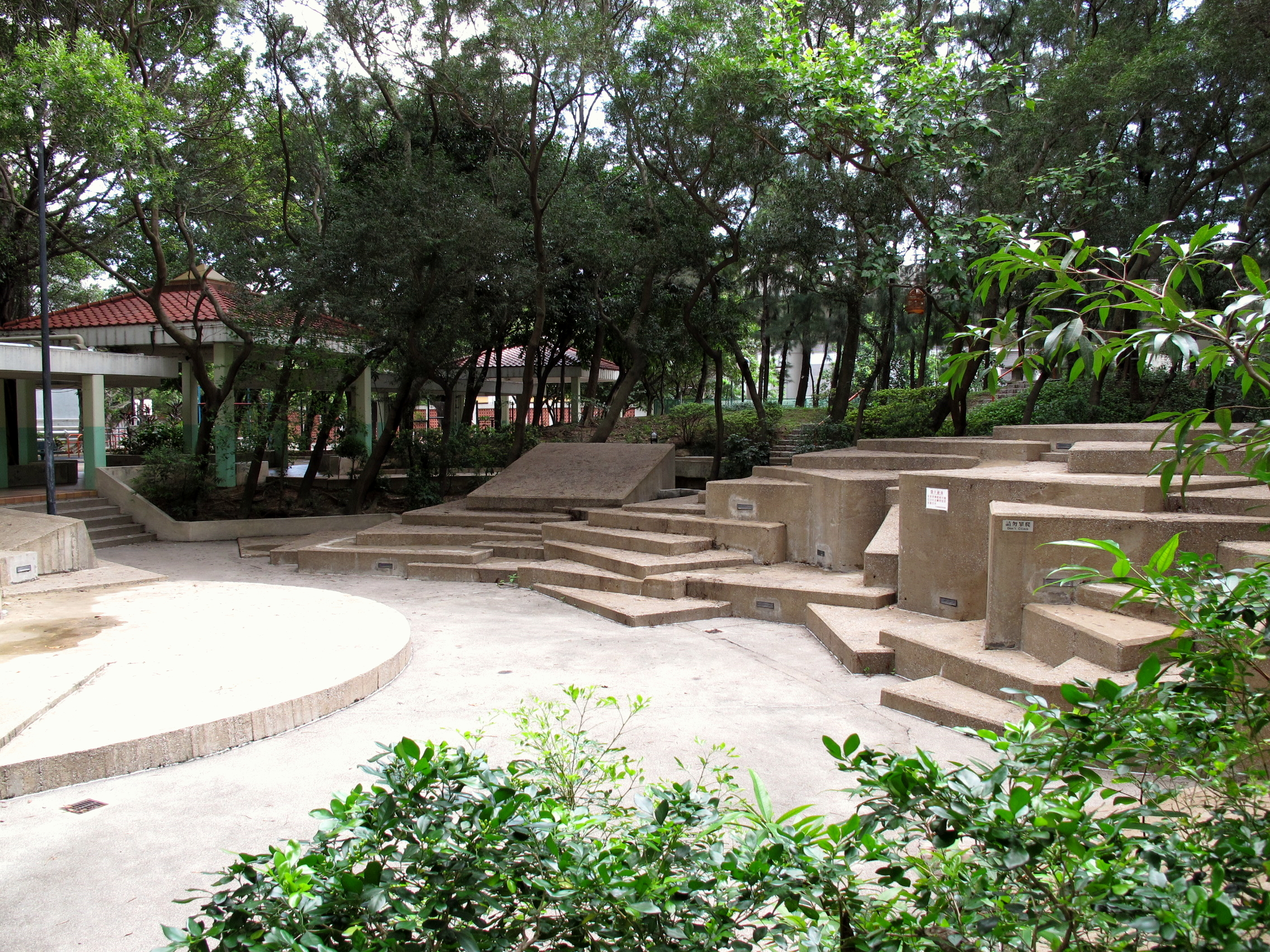
邨內的開放空間

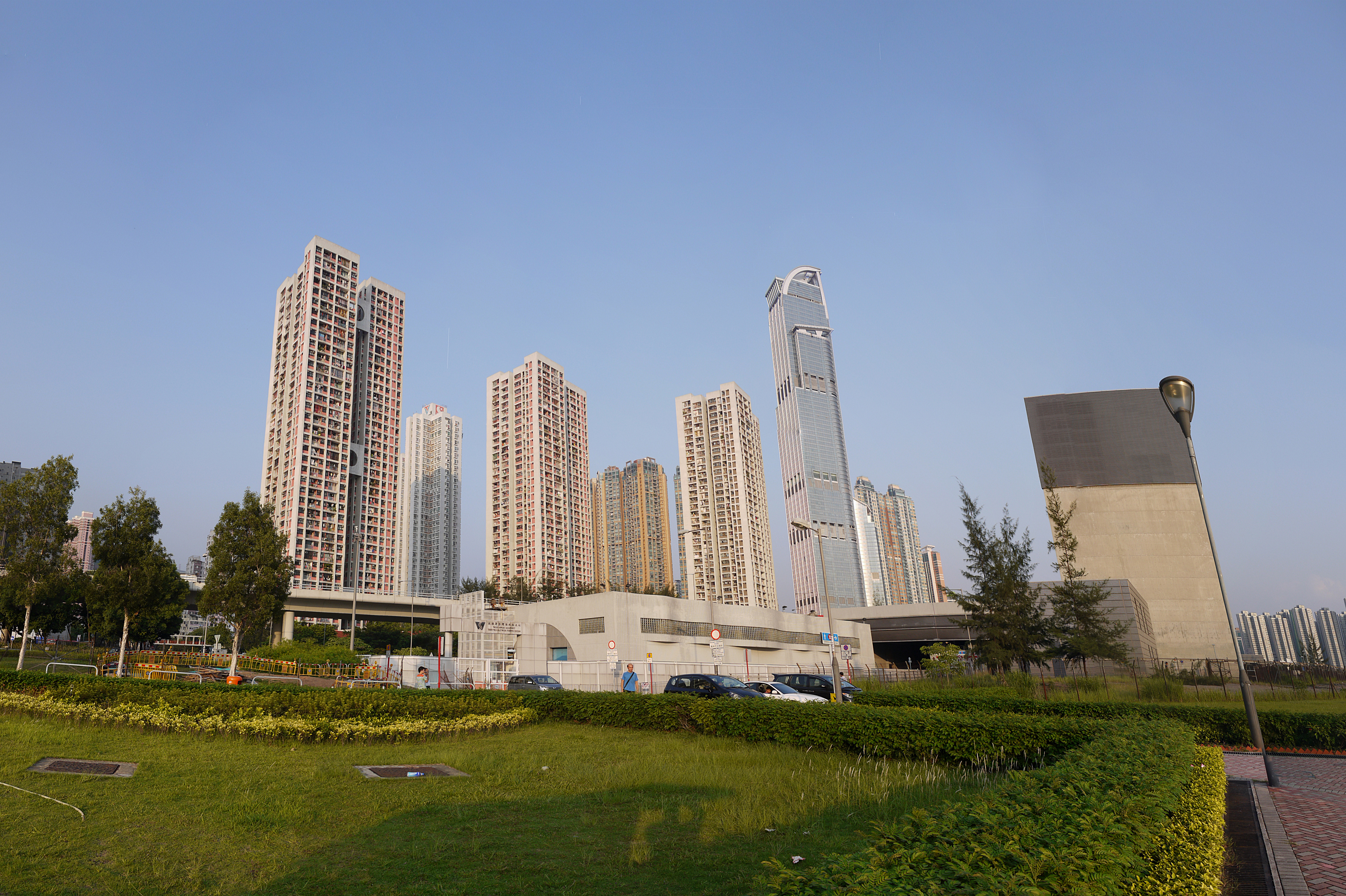
祈德尊新邨外貌

## 屋邨資料

### 興建原因
1970年代初，香港房屋協會就香港政府把四季大廈的土地使用性質轉為休憩用途，打算覓地安置居民，1978年政府把一幅位於荃灣新填地的土地興房屋安置住戶。直至1985年開始興建，於落成前房協曾考慮該邨用作一個稱為三文治階層住屋計劃（後作夾心階層住屋計劃），最後把祈德尊新邨興建成三座41層高住宅大廈（A座、B座及C座）和一座高年長者居住單位大廈（松明舍），3幢住宅大廈雖然大致設計相同，但當中A及B座為住宅發售計劃項目，而C座則為甲類出租屋邨用途，主要是用來安置原四季大廈住戶。

### 命名
祈德尊新邨的名稱由來是紀念於1952年至1981年間任房協主席的祈德尊爵士。

### 樓宇設計
祈德尊新邨有3幢40層高住宅大廈，1幢4層高年長者居住單位大廈，名為松明舍，1幢6層高商場、社區中心及1所幼稚園暨托兒所。

#### A、B及C座住宅大廈
祈德尊新邨A、B及C座住宅樓宇採用了相同的錯層式「H」字型平面佈局，大廈結構組織嚴密，梯間全部作開放式設計，由每三層一組電梯大堂連接四翼，中庭的大堂可全開敞地提供天然採光和自然通風。所以電梯只服務G、3、6、9、12、15、18、21、24、27、30、33、36及39樓，而在3、12、21、30及39樓更設特濶大堂連花槽，使住戶有更多室內活動空間。大廈分別在5至9樓、20至23樓及35至38樓外牆設了三組大型橫樑，並在橫樑中間設了圓形裝飾洞口。大部份住宅單位樓層也沒有電梯直達，對殘疾人士或會構成不便。其中20樓的電梯大堂位置為電梯機房及泵房，建築師把三個單位為一組，共分四組，每組各設一道走火樓梯，每層由最多12個單位，這設計有別於一般屋邨長走廊的設計，有助通風及採光，促進鄰舍溝通，加強社區關係，有助減低罪案問題。

#### 松明舍
松明舍各單位以輪椅坡道及迴廊相連，並設置升降機及兩個年長者康樂室，而天面為鋪上瓦片的斜屋頂。各單位圍繞三個庭院佈置，富中國園林特色，以提供寧靜安逸的空間給年長者安居。

### 住宅單位

#### A、B及C座住宅大廈
祈德尊新邨A、B及C座的住宅單位設計考慮到通風、採光、景觀的因素，單位除廚房及浴室（附浴缸及管道槽）外，單位分三款間格分別為一房兩廳、一間大房（附兩扇門及窗戶位置已按預計的房間位置設定好，可間兩房）兩廳及兩房兩廳。單位內部設置對流窗及大型露台等。另外單位在入伙時已裝設好古銅色鋁窗及每戶於地下大堂設有信箱一個。

#### 松明舍
松明舍主要提供二人及四人的年長者居住單位。各單位的內部設置對流窗，露台及花槽等，單位內設有獨立的廚房及浴室等設備，單位除廚房及浴室外，內部沒有固定間格的，但窗戶位置已按預計的房間位置設定好，住戶可按需要分間成一房至兩房單位。

### 出租單位面積及編配標準
| 單位款式   | 單位               | 單位間隔                               | 編配標準  | 室內樓面面積         |
| ---------- | ------------------ | -------------------------------------- | --------- | -------------------- |
| 小型單位   | D及K室             | 一房兩廳                               | 2－3人    | 約27.68平方米        |
| 中型單位   | A、F、G及M室       | 一房兩廳（A及M室）及兩房兩廳（F及G室） | 3－4人    | 約34.80－38.26平方米 |
| 大型單位   | B、C、E、H、J及L室 | 兩房兩廳                               | 4人或以上 | 約40.63－43.23平方米 |
| 年長者單位 | 小型               | 開放式                                 | 2人       | 約19.28－31.13平方米 |
| 年長者單位 | 大型               | 開放式                                 | 4人       | 約33.21－43.23平方米 |

### 住宅單位面積計算方法
3幢大廈雖然設計相同，但住宅單位面積計算方法各異，A及B座是住宅發售計劃項目，售價以建築面積及平方呎計算；而C座的甲類出租屋邨單位及松明舍，其租金則以室內樓面面積及平方米計算。

## 附近學校
- 寶安商會王少清中學
- 救世軍吳國偉紀念幼稚園 （页面存档备份，存于）（1989年創辦）
- 救世軍荃灣幼兒學校 （页面存档备份，存于）（1991年創辦）
- 迦南幼稚園（荃灣） （页面存档备份，存于）（1995年創辦）

## 附近建築物
- 萬景峰／荃新天地1期及2期
- 荃灣西站
- 如心廣場
- 灣景廣場
- 荃灣廣場
- 荃灣大會堂
- 荃灣公園
- 荃灣裁判法院

## 事件

### 2001年倫常命案
2001年7月7日，馬少潮（21歲）在其祈德尊新邨C座寓所殺害父親馬志強（68歲）和母親蔡麗英（63歲），最後馬少潮於2002年11月27日被判誤殺父親及謀殺母親，判處終身監禁（另就誤殺父親監禁12年，與謀殺罪同期執行）。

## 外部連結
- 祈德尊新邨
- 香港建築師學會年獎一覽表
- 荃葵青交通總站巡禮 - 荃灣碼頭 (5)